# 週田村
週田村位於新界北區的打鼓嶺，以杜姓、何姓和蕭姓為主。
週田村的位置在文錦渡及未來香園圍兩個口岸中間，所以對於其他新界偏遠郊區村落來說前往大陸的路程相對便捷。儘管如此，由週田村前往粉嶺或上水市中心路途頗為遙遠，從村口大路搭乘巴士79K需時最少約40分鐘左右。過往週田村有村內的公立小學週田學校及隔鄰木湖村的三和公立學校，但在2000年代為教育統籌局的合併村校計劃影響而停止辦學，村民子女都要乘搭校車前往粉嶺或北區的其他學校就讀。
週田村在打鼓嶺區鄉事委員會佔有兩個議席。

## 歷史
週田村舊稱「老鼠嶺」，因其村前的風水林形似老鼠。
村民當中，杜氏於明正德前後遷自廣東鶴山，蕭氏於民國初年遷自廣東寶安，而何氏則於民國初年由沙頭角鹽田前來。
村內的週田學校於1949年得政府資助初建校舍，其後得教育司署資助及大埔理民府撥地，在1958年建成新校舍，稱「嶺英公立學校」。